# 広域マルチラテレーション
広域マルチラテレーション (こういきまるちらてれーしょん、WAM：Wide Area Mulitilateration) は、マルチラテレーション（3つ以上の地上受信局が空港内を走行する航空機等のトランスポンダから送信された信号を受信し、受信時刻差からその位置を測定するシステム）をさらに進化させて空港周辺上空までを監視できるようにした管制システムである。マルチラテレーションから取得できる情報は通常2次元であり、航空機から高度情報が提供される。
航空機の位置、高度およびその他のデータは、最終的に、航空管制オートメーションシステムを介して、航空管制官が航空機の判別に使用する画面に送信され 、端末や航路内の自動化システムと接続することもできる。 

## システムの性能
WAMは、精度・検出確率・更新速度・可用性/信頼性に関して、二次監視レーダー (SSR)に匹敵するパフォーマンスを発揮する。地上センサーの関係で、性能は航空機の位置に応じて変化する。WAMは、調査レート・出力モード・出力周期が調整可能である。更新率と検出確率は、精密滑走路監視（PRM）、ターミナル管制区（TMA）、航路監視などのさまざまなアプリケーションに合わせて調整できる。通信頻度はSSRや空中衝突防止装置 (TCAS)の信号を受動的に処理することで低減することができる。

## アビオニクス
アビオニクス
WAMは、SSRのモードA/C・モードS・モードS ESメッセージで動作する。空機側の装備の変更・義務化は不要である。以下のためにADS-Bを搭載する航空機に対しては、WAMはマルチラテターゲットレポートに加えてADS-Bターゲットレポートを提供する。WAMは、ADS-B非装備の目標に対する暫定監視を提供することによってADS-Bを補完することができ、ADS-B識別に使用することができる。

## オートメーションシステムへの統合
WAMは、WAM及びADS-B用に設計された新しい地上局出力形式を取り入れている。
- ASTERIX CAT19（WAMシステムステータス）
- ASTERIX CAT20（WAMレポート）
- ASTERIX CAT21（ADS-Bレポート）

### 実装上の考慮事項
WAMの第1の利点は、見通しがきく場所での使用が求められるSSRを置けない山岳地帯にも設置できることである。
第2の利点は、多くの状況において、そのコストがSSRのコストよりも低いことである。
米国西部コロラド州・アラスカ州ジュノー地方、オーストリアのインスブルック地域、チェコ等にWAMシステムの導入実績がある。WAMシステムは、米国及び欧州で航空機の高度計精度を検証するためにも使用される。日本においても、成田国際空港で処理能力の向上を目的として2015年から導入されている。

#### 設置と導入
WAMシステムの構造は、適切な設置場所の選択に依存している。設置場所を選択する際に考慮すべき事項は次のとおり。
- アクセシビリティ（地形、天候、電力および通信環境などによって制限される）
- 電源/バックアップ電源、通信環境
- 土地の所有権：顧客や地方/州政府が所有する土地は、商業利用が優先される場合がある
- 環境への影響 取得可能な面積 他の現場機器との干渉
- 土地の取得と準備：賃貸、許可、必要な設備の建設など  据え付けの時期（異常気象、豪雪、高波）
- 設置時のアクセスのしやすさ
- 特別訓練（石油基地の復旧や塔を上る等の訓練）

#### 通信
通信環境は、設置場所選択の重要な要素である。帯域幅・レイテンシ・信頼性をすべて考慮する必要がある。多くの場合、専用ネットワークは利用できず、システムは、地元のマイクロ波ネットワーク、電気通信事業者、衛星通信などの第三者の商用通信に依存せねばならない。